# قسم سارال الريفي (مقاطعة ديواندرة)
قسم سارال الريفي (بالفارسية: دهستان سارال) هي منطقة سكنية تقع في ناحية سارال في إيران. يقدر عدد سكانها بـ 6,869 نسمة .